# Brandon Ingram
Brandon Xavier Ingram (født 2. september 1997) er en amerikansk professionel basketballspiller, som spiller for NBA-holdet Toronto Raptors. Han har været på All-Star holdet en gang i hans karriere, og vandt Most Improved Player-prisen i 2020.

## Klubkarriere

### Los Angeles Lakers
Ingram blev draftet af Los Angeles Lakers med det andet valg i 2016 draften. Han havde en middelmådig debutsæson, som dog endte med, at han kom på All-Rookie 2nd Team, som er de 6-10 bedste rookies i sæsonen. Han så dog en stor udvikling i sin anden sæson, hvor hans scoring gik fra ni point per kamp til 16. Hans spilletid i de to næste sæsoner var dog begrænset af gentagne skadesproblemer.

### New Orleans Pelicans
Ingram skiftede i juni til New Orleans Pelicans som del af handlen der sendte Anthony Davis til Lakers. Ingram havde en fantastisk start på sin tid i New Orleans, da han begyndte at spille sin karrieres bedste basketball. Dette resulterede i, at han for første gang i sin karriere blev valgt til All-Star holdet, og at han i sæsonen vandt Most Improved Player-prisen.
Ingram opnåede den 24. marts 2023 sin første triple-double i NBA, da han havde  31 points, 11 rebounds og 10 assists i en kamp imod Denver Nuggets.

### Toronto Raptors
Ingram skiftede i februar 2025 til Toronto Raptors.